# Florida Georgia Line
Florida Georgia Line is een Amerikaans countryduo, opgericht in 2010. De leden zijn Tyler Hubbard en Brian Kelley, beiden singer-songwriters.

## Muziek
Florida Georgia Line werd in 2010 opgericht en is afkomstig uit Nashville. Men begon als een coverband. De eerste ep, Anything Like Me, verscheen op 14 december 2010. In december 2011 tekenden ze een contract met het label Big Loud Mountain. Hun tweede ep, It'z Just What We Do, kwam uit in 2012 en stond in de Billboard Top Country Albums-lijst. Enkele maanden later sloten ze een overeenkomst met Republic Nashville, onderdeel van de Big Machine Label Group. Het eerste studioalbum van het duo, Here to the Good Times, verscheen op 4 december 2012. Ze brachten hun tweede album, Anything Goes, uit op 14 oktober 2014. Hun derde album, Dig Your Roots, werd uitgebracht op 26 augustus 2016, en het vierde Can't Say I Ain't Country op 15 februari 2019. Hun vijfde album, Life Rolls On, kwam uit op 12 februari 2021.

## Bezetting

### Huidige leden
- Tyler Hubbard - akoestische gitaar, piano en zang (2010-heden)
- Brian Kelley - akoestische en elektrische gitaar en zang (2010-heden)

## Discografie

### Albums
Tussen haakjes totaal aantal weken in de lijst
| Titel                     | Jaar       | Hitlijst         | Hitlijst        | VS Billboard Charts | VS Billboard Charts | Opmerkingen |
| Titel                     | Jaar       | NL Album Top 100 | VL Ultratop 200 | Billboard 200       | Top Country Albums  | Opmerkingen |
| ------------------------- | ---------- | ---------------- | --------------- | ------------------- | ------------------- | --- |
| Here's to the Good Times  | 04-12-2012 | -                | -               | 4 (270wk)           | 1 (10wk) (357wk)    | In 2013 werd het album opnieuw uitgebracht als This Is How We Roll, met 6 extra bonustracks VS: 2× platina / CA: platina |
| Anything Goes             | 14-10-2014 | -                | -               | 1 (1wk) (101wk)     | 1 (2wk) (119wk)     | De luxe-editie van het album bevat 3 extra bonustracks VS: platina / CA: platina                                         |
| Dig Your Roots            | 26-08-2016 | -                | -               | 2 (114wk)           | 1 (2wk) (168wk)     | VS: platina |
| Can't Say I Ain't Country | 15-02-2019 | -                | -               | 4 (45wk)            | 1 (1wk) (70wk)      | VS: goud |
| The Acoustic Sessions     | 18-10-2019 | -                | -               | -                   | -                   | - |
| Life Rolls On             | 12-02-2021 | -                | -               | 21 (28wk)           | 3 (42wk)            | De luxe-editie van het album bevat een remix van Lil Bit, een nummer van en samen met Nelly (alleen digitaal)            |

### Ep's
Tussen haakjes totaal aantal weken in de lijst
| Titel                | Jaar       | Hitlijst         | Hitlijst        | VS Billboard Charts | VS Billboard Charts | Opmerkingen |
| Titel                | Jaar       | NL Album Top 100 | VL Ultratop 200 | Billboard 200       | Top Country Albums  | Opmerkingen |
| -------------------- | ---------- | ---------------- | --------------- | ------------------- | ------------------- | ----------- |
| Anything Like Me     | 14-12-2010 | -                | -               | -                   | -                   | -           |
| It'z Just What We Do | 15-05-2012 | -                | -               | 105 (9wk)           | 18 (30wk)           | -           |
| iTunes Session       | 14-01-2014 | -                | -               | 63 (1wk)            | 11 (1wk)            | -           |
| Florida Georgia Line | 01-06-2018 | -                | -               | 72 (6wk)            | 10 (20wk)           | -           |
| 6-Pack               | 22-05-2020 | -                | -               | 50 (2wk)            | 5 (21wk)            | -           |

### Singles
Tussen haakjes totaal aantal weken in de lijst
| Titel           | Jaar       | Hitlijst  | Hitlijst          | Hitlijst       | VS Billboard Charts | VS Billboard Charts | VS Billboard Charts | Opmerkingen |
| Titel           | Jaar       | NL Top 40 | NL Single Top 100 | VL Ultratop 50 | Hot 100             | Country Airplay     | Hot Country Songs   | Opmerkingen |
| --------------- | ---------- | --------- | ----------------- | -------------- | ------------------- | ------------------- | ------------------- | --- |
| Cruise          | 06-08-2012 | -         | -                 | -              | 16 (26wk)           | 1 (3wk) (24wk)      | 1 (24wk) (66wk)     | Zie Cruise (Remix) hieronder voor de gezamenlijke certificaties van beide versies                                                   |
| Cruise (Remix)  | 02-04-2013 | 30 (6wk)  | -                 | -              | 4 (28wk)            | -                   | -                   | met Nelly VS: Diamant (11× platina) / CA: 2× Platina                                                                                |
| Let Me Go       | 08-09-2017 | tip 3     | 33 (25wk)         | tip 4          | 40 (22wk)           | -                   | -                   | Hailee Steinfeld & Alesso met Florida Georgia Line & Watt VS: 4× Platina / CA: 2× Platina / AU: 2× Platina                          |
| Meant to Be     | 20-10-2017 | 7 (19wk)  | 18 (32wk)         | 34 (12wk)      | 2 (52wk)            | 1 (1wk) (26wk)      | 1 (50wk) (71wk)     | Bebe Rexha met Florida Georgia Line NL: Platina / BE: Goud / VS: Diamant (10× Platina) / CA: diamant (10× Platina) / AU: 5× Platina |
| Lil Bit (Remix) | 23-10-2020 | -         | -                 | -              | 23 (23wk)           | -                   | -                   | met Nelly VS: 3× Platina / CA: 4× Platina                                                                                           |